# مسجد دزومايا
مسجد دزومايا هو مسجد يقع في بلوفديف، مقاطعة بلوفديف، بلغاريا. تم بنائه بين عام 1363 و1364. في القرن الخامس عشر في عهد السلطان مراد الأول تم هدم المبنى القديم وبناء المسجد الحالي.